# Sphaerolobium grandiflorum
Sphaerolobium grandiflorum är en ärtväxtart som beskrevs av George Bentham. Sphaerolobium grandiflorum ingår i släktet Sphaerolobium och familjen ärtväxter. Inga underarter finns listade i Catalogue of Life.